# Østens Søn
Østens Søn er en amerikansk stumfilm fra 1919 af William Worthington.

## Medvirkende
- Sessue Hayakawa som Chindi Ashutor
- Helen Jerome Eddy som Kate Erskine
- Pauline Curley som Mary Erskine
- John Gilbert som James Bassett
- Fontaine La Rue som Petite Florence